# رباب الكاظمي

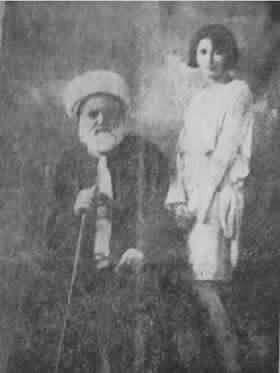
الشاعرة رباب مع ابيها عبد المحسن الكاظمي في مصر

رباب الكاظمي (1918 - 1998)،  وهي طبيبة وأديبة وشاعرة عراقية، ووالدها هو الشاعر عبد المحسن الكاظمي، من شعراء بغداد المعروفين وقد سافر إلى مصر وأستقر فيها حتى وفاته، ولقد ولدت في القاهرة، ودرست على نفقة وزارة المعارف العراقية في مدرسة الأميرة فوزية في مصر، ولها قصائد شعر رقيق جزل.

## الولادة والنشأة
ولدت في القاهرة عام 1337 هـ / 1918م، ونشأت فيها، وكان والدها الشاعر المعروف عبد المحسن الكاظمي، ووالدتها «عائشة» بنت المجاهد التونسي «محمود احمد الحسين» الذي لجأ إلى مصر هربا من ظلم الاستعمار الفرنسي في تونس، ولقد شجعها والدها الكاظمي على نظم الشعر العربي الفصيح فنظمته في صغرها.
درست دراستها الأولية في مدرسة الأميرة فوزية، وتوفي والدها وهي في السابعة عشر من عمرها. التحقت بكلية طب الأسنان في جامعة القاهرة، ثم اكملت دراستها في جامعة الإسكندرية. سافرت إلى باريس لتكمل دراستها في مجال طب الأسنان وبعدها نالت شهادة عليا من أمريكا. تزوجت من «حكمت الجادرجي» وكان يعمل في السلك الدبلوماسي العراقي بمصر ورزقت بولد اسمته باسم أبيها عبد المحسن، وسافرت مع زوجها بحكم عمله في السلك الدبلوماسي إلى أمريكا وعملت طبيبة في مستشفى جامعة جورج تاون في مدينة واشنطن. نالت شهادة اختصاص في أمراض أسنان الأطفال عام 1953م، ثم عادت في عام 1955م إلى العراق وكان معها زوجها الذي عين مدير عام الدائرة العربية في ديوان وزارة الخارجية العراقية، وعينت الدكتورة رباب طبيبة في إحدى مستشفيات بغداد ثم رئيسة قسم طبابة شعبة الاسنان في عام 1956م. بعدها سافرت إلى تونس بلد والدتها، وعاشت فيه فترة من الزمن ثم رجعت للعراق وبعدها سافرت إلى لندن وبقيت فيها حتى وفاتها.

## من مؤلفاتها
- ديوان عبد المحسن الكاظمي، جمعت فيه قصائد شعر منوعة لأبيها.
- جمع الباحث عبد الرحيم محمد علي مجموعة من قصائدها الشعرية، وبعض كتاباتها النثرية من رسائل أو لقاءات، ونشرها في كتابه: (رباب الكاظمي)، ويعود تاريخ القصائد إلى ما قبل وفاة عبد المحسن الكاظمي.[6]

## وفاتها
توفيت في لندن عام 1419 هـ / 1998م،